# Список командных чемпионов WWE SmackDown

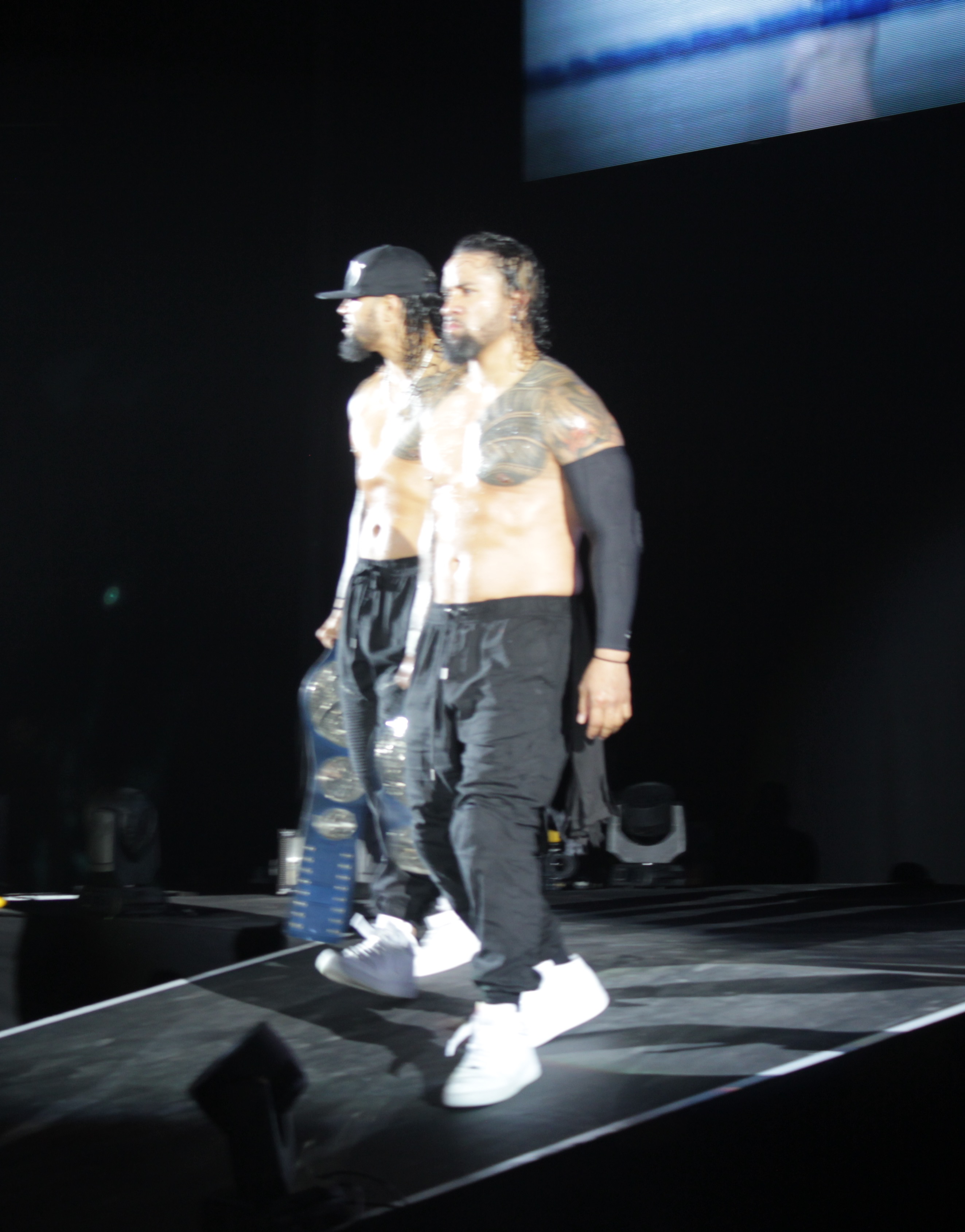
Действующие чемпионы Братья Усо (Джимми и Джей)

Командное чемпионство WWE (англ. WWE Tag Team Championship) — командный чемпионат в реслинге, который оспаривается в WWE, на бренде SmackDown. Чемпионат был представлен 23 августа 2016 года на эпизоде SmackDown Live. Это один из четырёх мужских командных титулов WWE в федерации - двух главных командных титулов основного ростера наряду с командными титулами Raw, а также двух титулов подготовительный брендов командными титулами NXT и командными титулами NXT UK. Среди женщин разыгрывается два командных первенства, командное чемпионство WWE в основном ростере и командное чемпионство NXT в подготовительных брендах. 
Чемпионат, оспаривается в профессиональных матчах рестлинга, в которых участники отыгрывают тот или иной сценарий. Первыми чемпионами стали Хит Слейтер и Райно, которые выиграли титул в финале турнира на Backlash (2016) 11 сентября 2016 года. 18 июля 2021 года на PPV Money in the Bank (2021) команда Братья Усо (Джимми и Джей) победили команду Рея и Доминика Мистерио став новыми чемпионами.
- См. также Турнир за титул Командных чемпионов WWE SmackDown

За всё время смен чемпионов было 26 раз, а всего чемпионов в лице группировок либо команд рестлеров было 17, один раз чемпионстово было вакантным. 30 индивидуальных рестлера были командными чемпионами. Новый день как группировка (Биг И, Кофи Кингстон и Ксавье Вудс) владели титулами 6 раз, индивидуально как рестлер 6 раз держали титул все члены группировки Новый день — Биг И, Кофи Кингстон и Ксавье Вудс. Самое длительно чемпионство длилось 182 дня, это было третья чемпионство для Братьев Усо (Джимми и Джея), у них так же самое длинное комбинированное чемпионство 1841+ дней. Самое же короткое чемпионство 3 дня у команды Кофи Кингстона и Ксавье Вудса. Шейн Макмэн является самым возрастным чемпионом, выигравший титулы в возрасте 49 лет. Самый же молодой был Доминик Мистерио, он выиграл титулы в возрасте 24 лет.

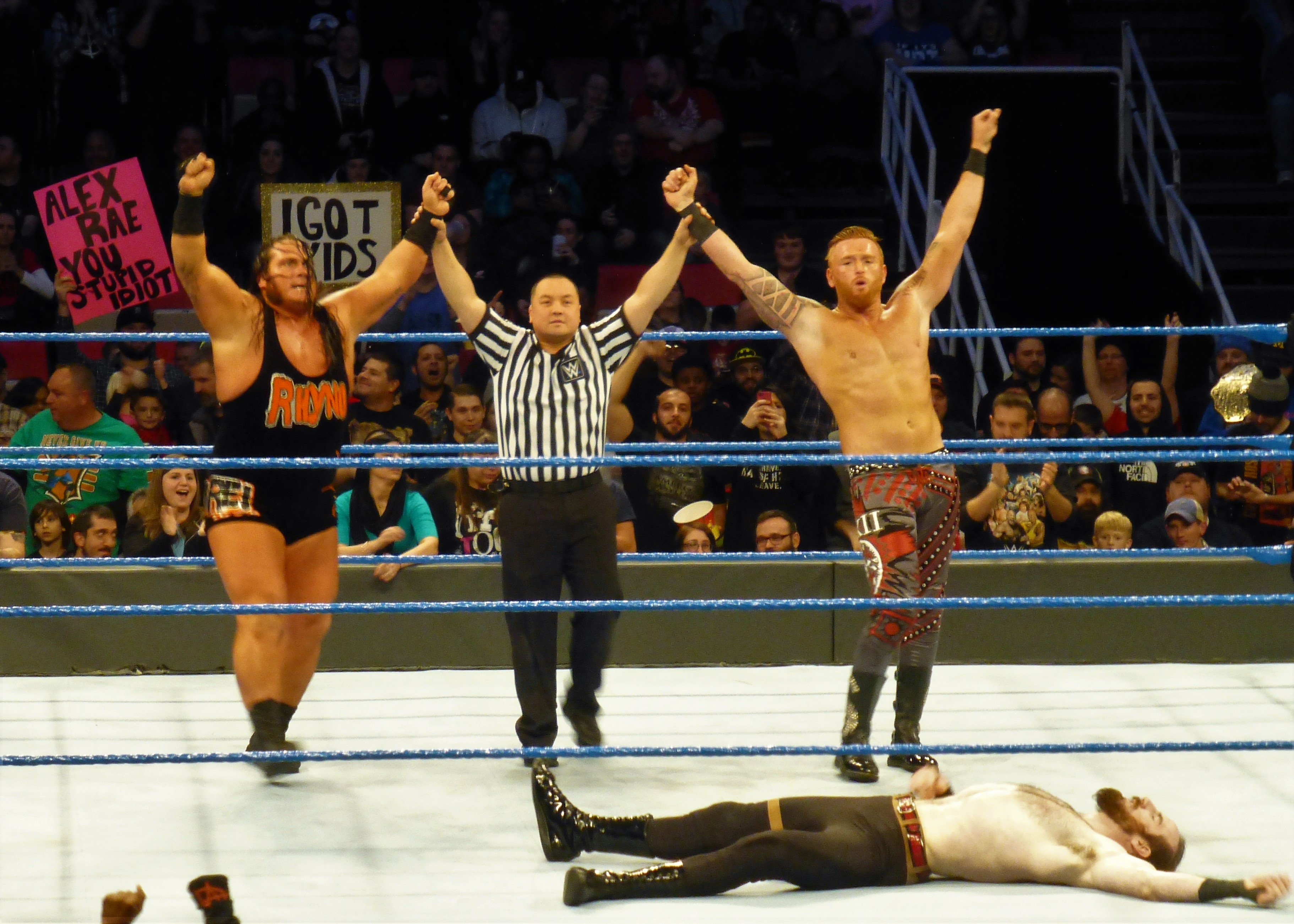
Первые чемпионы после разделение на бренды в 2016, Райно и Хит Слейтер

## История Командного Чемпионства WWE SmackDown

### Действующие Командные Чемпионы WWE SmackDown
На 18 июля 2025 года действующими чемпионами является команда Братья Усо (Джимми и Джей). Команда удерживает чемпионство в пятый раз.

### Список чемпионов
По состоянию на 18 июля 2025 года титулами владело тридцать чемпионов, семнадцать команд/группировок.

#### Чемпионы 2010—2019 годов
|  |  |

|  |  |

|  |  |

|  |  |

|  |  |

|  |  |

|  |  |

|  |  |

#### Чемпионы с 2020—по н.в.
|  |  |

|  |  |

|  |  |

|  |  |

|  |  |

|  |  |

|  |  |

|  |  |

### По количеству дней владения титулом

#### Как команда
[[Файл:The Usos as SD Tag Team Champions.jpg|right|thumb|200px|

[[Файл:WWE's The New Day Jan 2015.jpg|thumb|right|200px|alt=|
| Символ | Значение            |
| ------ | ------------------- |
| X+     | Действующий чемпион |

На 18 июля 2025 года
| №  | Команда и Группировка | Чемпионских титулов | Количество дней владения титулом | Количество дней владения титулом |
| №  | Команда и Группировка | Чемпионских титулов | C даты завоевания                | Признанные федерацией            |
| -- | --- | ------------------- | -------------------------------- | -------------------------------- |
| 1  | Братья Усо (Джимми и Джей) | 5                   | 1841+                            | 1840+                            |
| 2  | Новый день (Биг И, Кофи Кингстон и Ксавье Вудс (a1-3 и 6 чемпионство) (Биг И и Ксавье Вудс) (b4 чемпионство) (Биг И и Кофи Кингстон) (c5 чемпионство) | 6                   | 377                              | 371                              |
| 3  | Братья c Дубинами (Харпер и Роуэн) | 1                   | 135                              | 135                              |
| 4  | Дольф Зигглер и Роберт Руд | 1                   | 128                              | 127                              |
| 5  | Бар (Шеймус и Сезаро) | 1                   | 103                              | 102                              |
| 6  | Street Profits (Анджело Доукинс и Монтез Форд) | 1                   | 88                               | 88                               |
| 7  | Райно и Хит Слейтер | 1                   | 84                               | 83                               |
| 7  | Американские Альфа (Джейсон Джордан и Чад Гейбл) | 1                   | 84                               | 83                               |
| 9  | Сезаро и Синсукэ Накамура | 1                   | 82                               | 82                               |
| 10 | Рей Мистерио и Доминик Мистерио | 1                   | 63                               | 62                               |
| 11 | Дэниел Брайан и Роуэн | 1                   | 68                               | 68                               |
| 12 | Возрождение (Скотт Доусон и Даш Уайлдер) | 1                   | 54                               | 54                               |
| 13 | Джон Моррисон и Миз | 1                   | 50                               | 50                               |
| 14 | Семья Уайаттов (Люк Харпер, Брэй Уайатт и Рэнди Ортон)                                                                                                | 1                   | 23                               | 23                               |
| 15 | Миз и Шейн Макмэн | 1                   | 21                               | 21                               |
| 15 | Братья Харди (Джефф и Мэтт) | 1                   | 21                               | 20                               |
| 17 | Кофи Кингстон и Ксавье Вудс | 1                   | 3                                | 2                                |

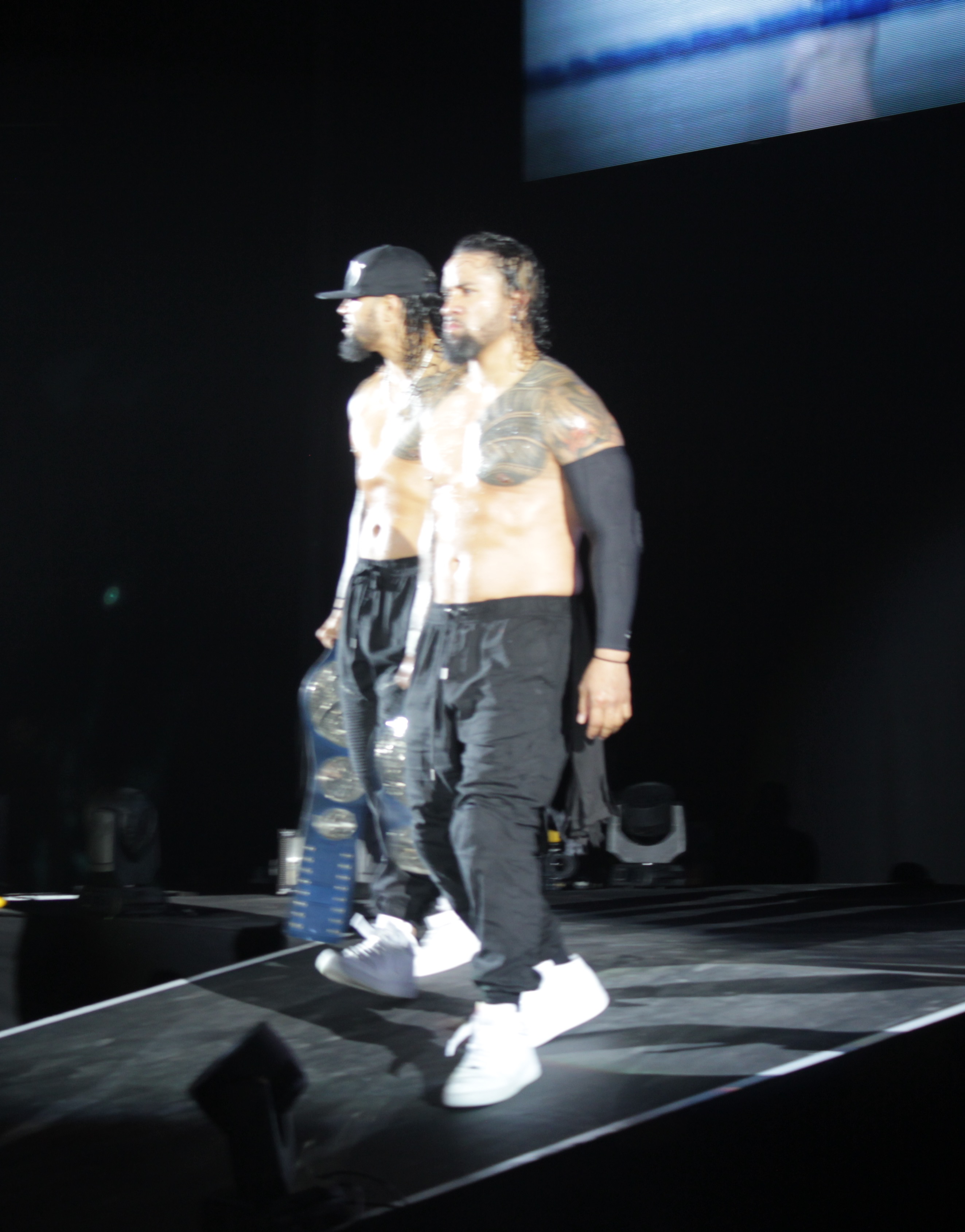
Center|Братья Усо (Джимми и Джей), Пятикратные, действующие, самый длительные чемпионы.

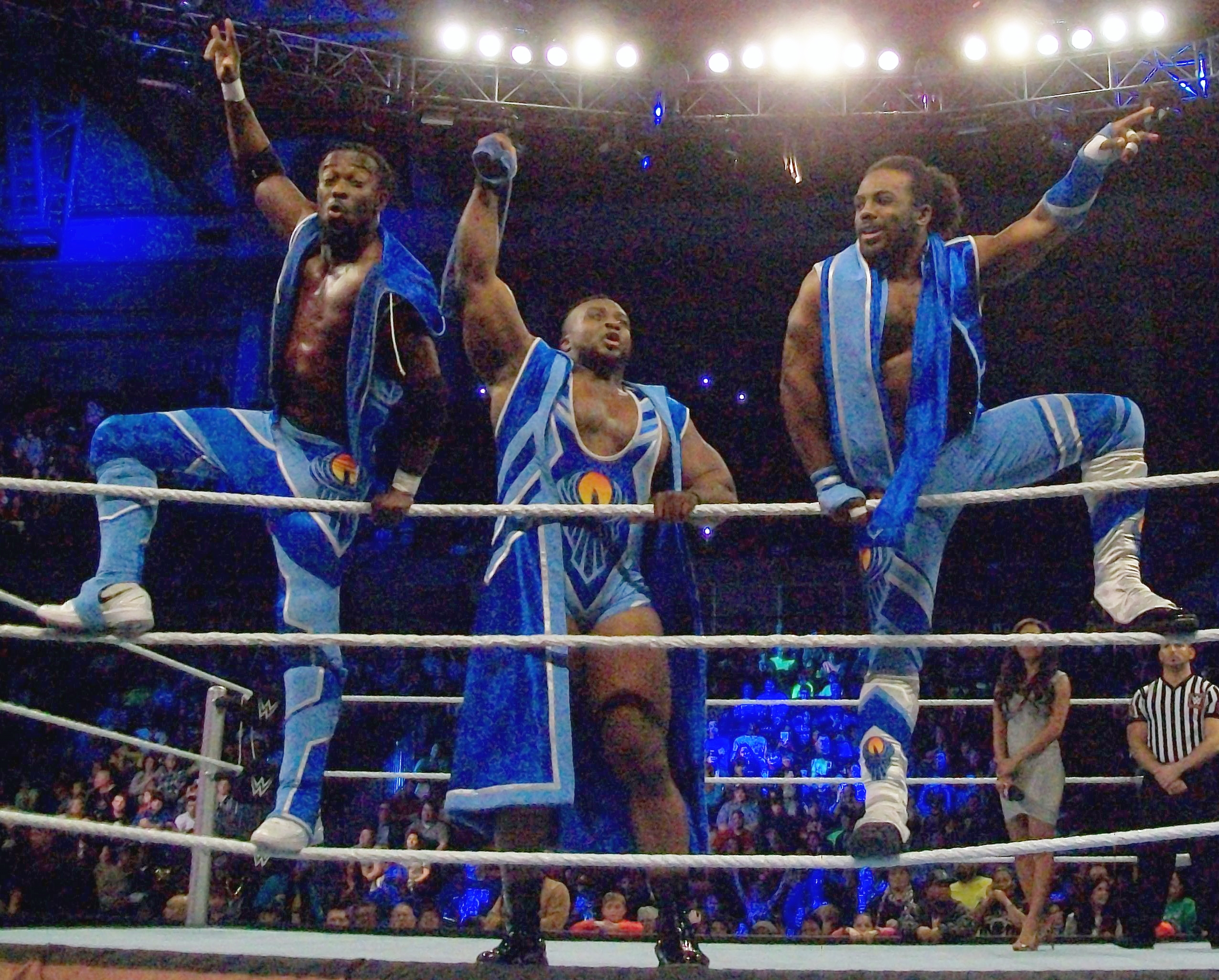
Center|Новый день (Биг И, Кофи Кингстон и Ксавье Вудс), единственные шестикратные чемпионы как команда.

a↑  Все трое участников группировки Новый день числились чемпионами, по правилу Freebirds.

b↑  Кофи Кингстон не числился чемпионом по правилам Freebirds, так как был чемпионом WWE.

c↑  Ксавье Вудс не числился чемпионом по правилам Freebirds, так как был травмирован и не мог защищать чемпионство.

1↑  Согласно статистике на сайте wwe 7 чемпионство за Новым днём не засчитано, Кофи Кингстони Ксавье Вудс числились чемпионами как команда.

#### Как рестлер

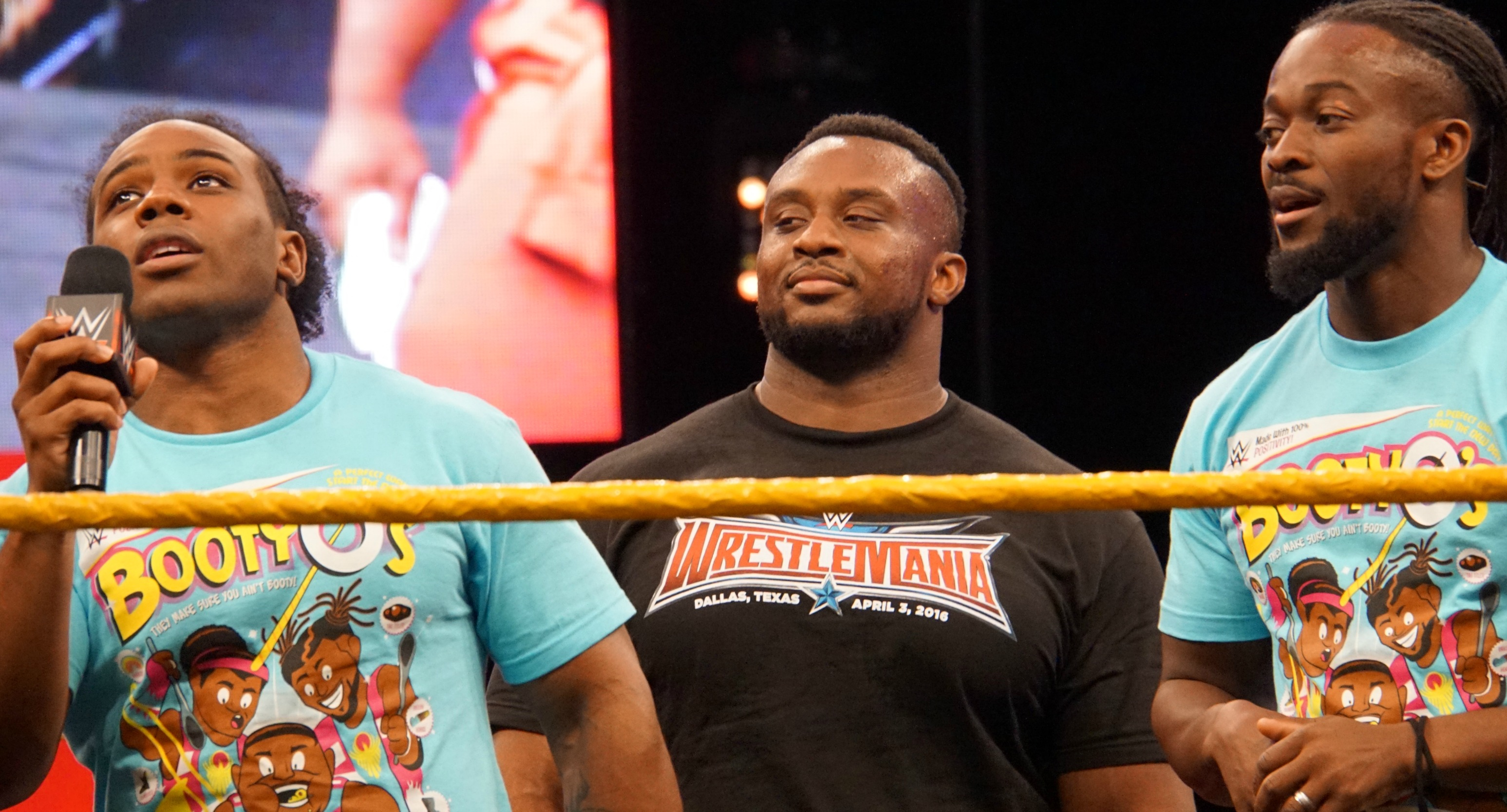
Ксавье Вудс, Биг И и Кофи Кингстон шестикратные чемпионы как рестлеры.

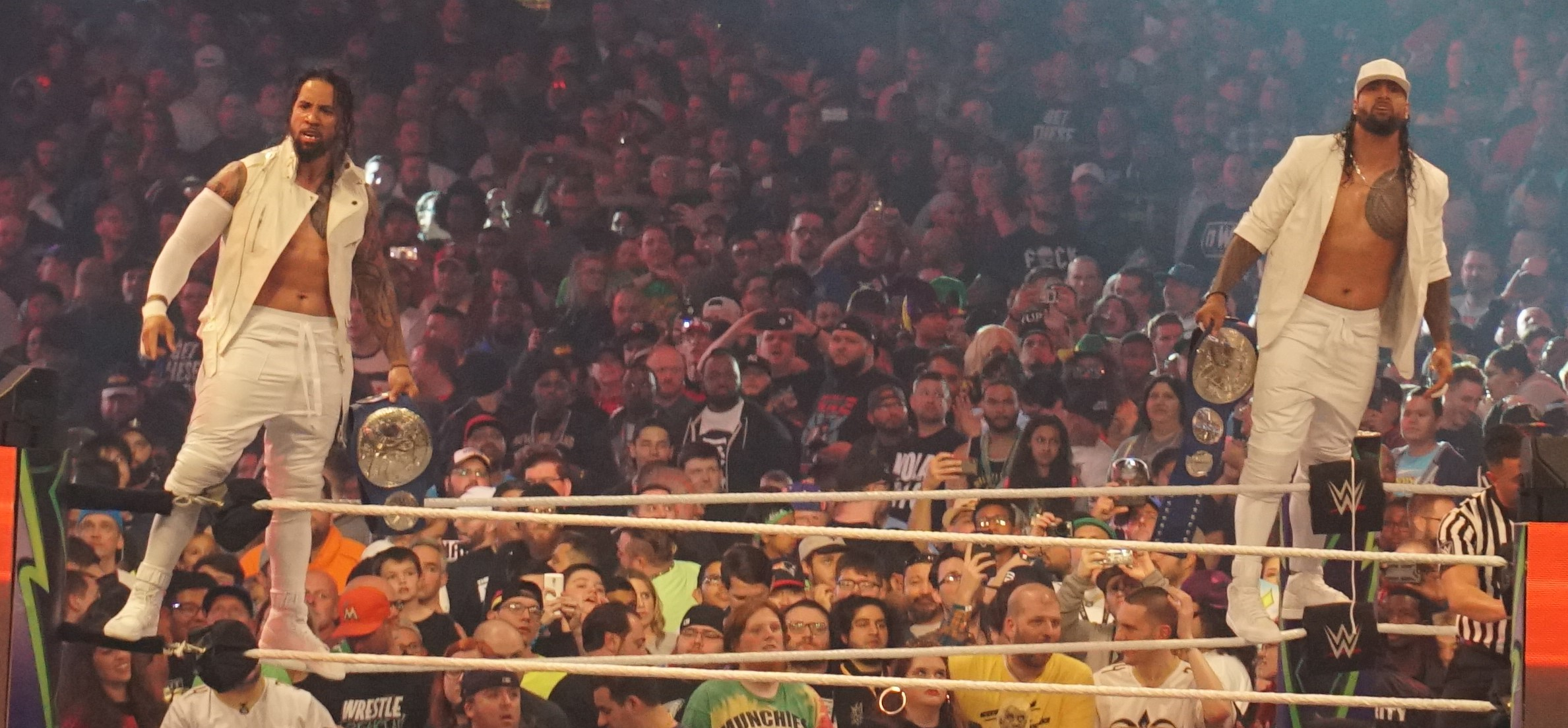
Джимми Усо и Джей Усо пятикратные, действующие самые длительные чемпионы как рестлеры.

| Символ | Значение            |
| ------ | ------------------- |
| X+     | Действующий чемпион |

На 18 июля 2025 года
| №  | Рестлер           | Чемпионских титулов | Количество дней владения титулом | Количество дней владения титулом |
| №  | Рестлер           | Чемпионских титулов | C даты завоевания                | Признанные федерацией            |
| -- | ----------------- | ------------------- | -------------------------------- | -------------------------------- |
| 1  | Джей Усо          | 5                   | 1841+                            | 1840+                            |
| 1  | Джимми Усо        | 5                   | 1841+                            | 1840+                            |
| 3  | Биг И             | 6                   | 377                              | 371                              |
| 4  | Кофи Кингстон     | 6                   | 317                              | 311                              |
| 5  | Ксавье Вудс       | 6                   | 269                              | 263                              |
| 6  | Эрик Роуэн/Роуэн  | 2                   | 203                              | 203                              |
| 7  | Сезаро            | 2                   | 185                              | 184                              |
| 8  | Люк Харпер/Харпер | 2                   | 158                              | 158                              |
| 9  | Дольф Зигглер     | 1                   | 128                              | 127                              |
| 9  | Роберт Руд        | 1                   | 128                              | 127                              |
| 11 | Шеймус            | 1                   | 103                              | 102                              |
| 12 | Анджело Доукинс   | 1                   | 88                               | 88                               |
| 12 | Монтез Форд       | 1                   | 88                               | 88                               |
| 14 | Чад Гейбл         | 1                   | 84                               | 83                               |
| 14 | Хит Слейтер       | 1                   | 84                               | 83                               |
| 14 | Джейсон Джордан   | 1                   | 84                               | 83                               |
| 14 | Райно             | 1                   | 84                               | 83                               |
| 18 | Синсукэ Накамура  | 1                   | 82                               | 82                               |
| 19 | Миз               | 2                   | 71                               | 71                               |
| 20 | Дэниел Брайан     | 1                   | 68                               | 68                               |
| 21 | Рей Мистерио      | 1                   | 63                               | 62                               |
| 21 | Доминик Мистерио  | 1                   | 63                               | 62                               |
| 23 | Даш Уайлдер       | 1                   | 54                               | 54                               |
| 23 | Скотт Доусон      | 1                   | 54                               | 54                               |
| 25 | Джон Моррисон     | 1                   | 50                               | 50                               |
| 26 | Брэй Уайатт       | 1                   | 23                               | 23                               |
| 26 | Рэнди Ортон       | 1                   | 23                               | 23                               |
| 28 | Шейн Макмэн       | 1                   | 21                               | 21                               |
| 28 | Джефф Харди       | 1                   | 21                               | 20                               |
| 28 | Мэтт Харди        | 1                   | 21                               | 20                               |

### Комментарии
1. ↑  Таблица турнира за титул Командных чемпионов WWE SmackDown